# Kami
Kami (japonsko: 神, [kaꜜmi]) so božanstva, duhovi, pojavi ali »svete moči«, ki jih častijo v šintoistični veri. Lahko so elementi pokrajine, sile narave ali bitja in lastnosti, ki jih ta bitja izražajo; lahko so tudi duhovi čaščenih pokojnikov. Številni kamiji veljajo za starodavne prednike celih klanov (nekateri predniki so po smrti postali kami, če so lahko v življenju utelešali vrednote in vrline kamija). Tradicionalno so veliki voditelji, kot je cesar, lahko bili ali postali kami.
V šintoizmu kami niso ločeni od narave, ampak so narava in imajo pozitivne in negativne ter dobre in zle lastnosti. So manifestacije musubi (結び), medsebojno povezovalne energije vesolja in veljajo za zgled tega, k čemu bi moralo človeštvo težiti. Verjamemo, da so kamiji »skriti« pred tem svetom in živijo v komplementarnem obstoju, ki odseva naš: šinkai (神界, »svet kamijev«).  Biti v harmoniji s strahospoštovanjem vzbujajočim vidikov narave je, da se zavedamo kannagara no miči (随神の道 ali 惟神の道, »pot kamija"«).

## Etimologija
Kami je japonska beseda za božanstvo, božanstvo ali duha. Uporabljali so ga za opis uma, Boga, najvišjega bitja, enega od šintoističnih božanstev, podobe, načela in vsega, kar se časti.
Čeprav je božanstvo običajna razlaga izraza kami, nekateri šintoistični učenjaki trdijo, da lahko takšen prevod povzroči napačno razumevanje izraza.
Nekateri etimološki predlogi so:
- Kami lahko v svojem korenu preprosto pomeni duha ali vidik duhovnosti. Zapisan je s kandžijem 神, kitajsko-japonskim branjem šin ali džin. V kitajščini znak pomeni božanstvo.[7]
- V jeziku Ainu se beseda kamuj nanaša na animistični koncept, ki je zelo podoben japonskemu kami. Vprašanje izvora besed je še vedno predmet razprave; vendar se na splošno domneva, da je beseda kami izposojenka iz zgodnje japonščine, ki so jo prevzeli Ainuji.[8]
- Motoori Norinaga je v svojem Kodžiki-den podal definicijo kami: »...vsako bitje, ki ima neko izjemno nenavadno lastnost in vzbuja strahospoštovanje, se imenuje kami«. [9]

Ker japonščina običajno ne razlikuje slovničnih števil v samostalnikih (edninska in množinska oblika samostalnikov v japonščini sta enaki), včasih ni jasno ali se kami nanaša na eno ali več entitet. Ko je potreben edninski koncept, se -kami (神) uporablja kot pripona. Podvojeni izraz, ki se običajno uporablja za več kamije, je kamigami.

## Zgodovina
See also: Mitama
Medtem ko šintoizem nima ustanovitelja, krovne doktrine in verskih besedil, Kodžiki (Zapisi o starodavnih zadevah), napisani leta 712 n. št., in Nihon Šoki (Japonske kronike), napisani leta 720 n. št., vsebujejo najzgodnejše zapise o japonskih mitih o stvarjenju. Kodžiki vključuje tudi opise različnih kamijev.
V starodavnih tradicijah je bilo pet opredeljujočih značilnosti kami:
1. Kami so dvoumni. Lahko negujejo in ljubijo, ko jih spoštujejo, ali pa lahko povzročijo uničenje in disharmonijo, če jih ne upoštevajo. Kami je treba pomiriti, da se pridobi njihovo naklonjenost in se izogne njihovi jezi. Tradicionalno imajo kami dve duši, eno nežno (nigi-mitama) in drugo odločno (ara-mitama); poleg tega imajo kami v šintoizmu Jamakage (glej Ko-Šintō) dve dodatni duši, ki sta skriti: eno srečno (saki-mitama) in eno skrivnostno (kuši-mitama).
2. Kami niso vidni človeški sferi. Namesto tega poseljujejo svete kraje, naravne pojave ali ljudi med obredi, ki prosijo za njihov blagoslov.
3. So mobilni, obiskujejo svoje bogoslužne prostore, ki jih je lahko več, a nikoli ne ostanejo za vedno.
4. Obstaja veliko različnih vrst kami. V Kodžikiju je navedenih 300 različnih klasifikacij kami in vsi imajo različne funkcije, kot so kami vetra, kami vhodov in kami cest.
5. Nazadnje imajo vsi kami različno skrbništvo ali dolžnost do ljudi okoli sebe. Tako kot so ljudje dolžni poskrbeti, da so kami srečni, morajo ti opravljati specifično funkcijo predmeta, kraja ali ideje, ki jo naseljujejo.

Kami so koncept, ki se nenehno spreminja, vendar je njihova prisotnost v japonskem življenju ostala stalna. Najzgodnejše vloge kamijev so bile zemeljski duhovi, ki so pomagali zgodnjim skupinam lovcev in nabiralcev v vsakdanjem življenju. Častili so jih kot bogove zemlje (gora) in morja. Ko je gojenje riža postajalo vse pomembnejše in prevladujoče na Japonskem, se je kami identiteta premaknila k bolj vzdrževalnim vlogam, ki so bile neposredno vključene v rast pridelkov; vloge, kot so dež, zemlja in riž. Ta odnos med zgodnjimi Japonci in kamiji se je kazal v obredih, katerih namen je bil prositi kami, naj rastejo in varujejo pridelek. Ti obredi so za zgodnje cesarje postali tudi simbol moči.
V šintoizmu obstaja močna tradicija mitov; en tak mit podrobno opisuje videz prvega cesarja, vnuka sončne boginje Amaterasu. V tem mitu, ko je Amaterasu poslala svojega vnuka na zemljo, da bi vladal, mu je dala pet riževih zrn, ki so zrasla na nebeških poljih (Takamagahara). Ta riž mu je omogočil preobrazbo »divjine«.
Družbeni in politični spori so igrali ključno vlogo pri razvoju novih vrst kamijev, posebej gorjō-šin (kami svetega duha). Gorjō so maščevalni duhovi mrtvih, katerih življenja so bila skrajšana, vendar jih je pomirila predanost šintoističnih privržencev in zdaj verjamejo, da kaznujejo tiste, ki ne spoštujejo kamija.
Panteon kamijev, tako kot sami kami, se vedno spreminja v definiciji in obsegu. Ker so se potrebe ljudi spremenile, so se spremenile tudi domene in vloge različnih kamijev. Nekateri primeri tega so povezani z zdravjem, kot je kami črnih koz, katerega vloga je bila razširjena, da vključuje vse nalezljive bolezni, ali kami turov in izrastkov, ki je prav tako prišel na čelo raka in zdravljenja raka.
V starih animističnih religijah so kami razumeli preprosto kot božanske sile narave. Častilci v starodavni Japonski so častili stvaritve narave, ki so kazale posebno lepoto in moč, kot so slapovi, gore, balvani, živali, drevesa, trave in celo riževa polja. Trdno so verjeli, da si duhovi ali domači kami zaslužijo spoštovanje.
Leta 927 n. št. je bil Engi-šiki (延喜式, dobesedno Postopki dobe Engi) razglašen v petdesetih zvezkih. Ta prva uradna kodifikacija šintoističnih obredov in norita (liturgij in molitev), ki je preživela, je postala osnova za vso kasnejšo šintoistično liturgično prakso in prizadevanja. Naštela je vseh 2861 šintoističnih svetišč, ki so obstajala v tistem času, in 3131 uradno priznanih in posvečenih kamijev. Število kamijev je naraslo in daleč preseglo to številko skozi naslednje generacije, saj je samo v tokijskem svetišču Jasukuni shranjenih več kot 2.446.000 posameznih kamijev.

## Šintoistično verovanje
Kami so osrednji predmeti čaščenja šintoističnega verovanja. Starodavna animistična duhovnost Japonske je bila začetek sodobnega šintoizma, ki je kasneje postal formalna duhovna institucija, da bi ohranil tradicionalna verovanja pred posegom uvoženih verskih idej. Posledično je narava tega, kar lahko imenujemo kami, zelo splošna in zajema veliko različnih pojmov in pojavov.
Nekateri predmeti ali pojavi, označeni kot kami, so lastnosti rasti, plodnosti in proizvodnje; naravni pojavi, kot sta veter in grmenje; naravne predmete, kot so sonce, gore, reke, drevesa in skale; nekatere živali; in duhovi prednikov. V poimenovanje duhov prednikov so vključeni duhovi prednikov japonske cesarske hiše, pa tudi predniki plemiških družin kot tudi duhovi prednikov vseh ljudi, za katere se je verjelo, da so ob smrti varuhi svojih potomcev.
Obstajajo tudi drugi duhovi, označeni kot kami. Na primer duhovi varuhi dežele, poklicev in veščin; duhovi japonskih junakov, mož izjemnih dejanj ali vrlin in tistih, ki so prispevali k civilizaciji, kulturi in človeški blaginji; tisti, ki so umrli za državo ali skupnost; in usmiljenja vredni mrtvi. Ne samo duhovi, ki so boljši od človeka, se lahko štejejo za kami; duhovi, ki veljajo za pomilovanja vredne ali šibke, so tudi v šintoizmu obravnavani kot kami.
Koncept kami se je od davnih časov spreminjal in izpopolnjeval, čeprav bo vse, kar so starodavni ljudje imeli za kami, v sodobnem šintoizmu še vedno veljalo za kami. Tudi v sodobnem šintoizmu ni jasno opredeljenih kriterijev za to, kaj naj ali ne smemo častiti kot kami. Razlika med sodobnim šintoizmom in starodavnimi animističnimi religijami je predvsem izpopolnitev pojma kami, ne pa razlika v definicijah.[
Čeprav se še vedno držijo starodavnih označb, v sodobnem šintoizmu mnogi duhovniki tudi menijo, da so kami antropomorfni duhovi, s plemenitostjo in avtoriteto. En tak primer je mitološka figura Amaterasu-ōmikami, boginja sonca šintoističnega panteona. Čeprav lahko te kamije štejemo za božanstva, ni nujno, da veljajo za vsemogočne ali vsevedne, in tako kot grški bogovi so imeli pomanjkljive osebnosti in so bili precej sposobni neplemenitih dejanj. V mitih o Amaterasu je na primer lahko videla dogodke v človeškem svetu, vendar je morala uporabiti rituale vedeževanja, da bi videla prihodnost.
Šteje se, da obstajajo tri glavne različice kami: Amacukami (天津神, nebeška božanstva), Kunicukami (国津神, bogovi zemeljskega kraljestva) in ja-o-jorozu no kami (八百万の神, nešteto kami). ("八百万" dobesedno pomeni osem milijonov, vendar idiomatsko izraža »nešteto« in »povsod naokrog« - tako kot mnoge vzhodnoazijske kulture tudi Japonci pogosto uporabljajo številko 8, ki predstavlja kardinalno in ordinalno smer, da simbolizira vseprisotnost) Te klasifikacije kamijev ne veljajo za strogo razdeljene zaradi tekoče in spreminjajoče se narave kamijev, temveč se uporabljajo kot smernice za njihovo združevanje.
Tiso prednike določene družine lahko častimo kot kami. V tem smislu teh kamijev ne častijo zaradi njihovih božanskih moči, ampak zaradi posebne kakovosti ali kreposti. Te kamije častijo regionalno in v njihovo čast so zgradili več miniaturnih svetišč (hokora). V mnogih primerih so tako čaščeni ljudje, ki so nekoč živeli; primer tega je Tendžin (pokrovitelj kami (božanstvo) akademikov, učenosti, učenja in inteligence), ki je bil v življenju Sugavara no Mičizane (845–903 n. št.).
V šintoizmu se verjame, da je narava življenja sveta, ker je kami začel človeško življenje. Toda ljudje ne morejo sami zaznati te božanske narave, ki so jo ustvarili kami; zato je potrebno magokoro (真心) ali očiščenje, da bi videli božansko naravo. To očiščenje lahko podeli le kami. Da bi ugodili kamiju in si prislužili magokoro, se privrženci šintoizma učijo, da se držijo štirih potrditev šintoizma.
Prva potrditev je, da se držimo tradicije in družine. Družina velja za glavni mehanizem, s katerim se ohranjajo tradicije. Na primer, pri poroki ali rojstvu se tradicija potencialno upošteva in prenaša na prihodnje generacije. Druga potrditev je ljubezen do narave. Naravni predmeti so čaščeni kot sveti, ker v njih prebivajo kami. Zato biti v stiku z naravo pomeni biti v stiku z bogovi. Tretja potrditev je vzdrževanje fizične čistoče. Privrženci šintoizma se pogosto kopajo, umivajo roke in izpirajo usta. Zadnja potrditev je prakticiranje macurija (japonski prazniki), ki je čaščenje in čast, ki se daje kamiju in duhovom prednikov.
Privrženci šintoizma prav tako verjamejo, da so kamiji tisti, ki lahko osebo bodisi blagoslovijo bodisi preklinjajo. Šintoistični verniki želijo pomiriti hudobne kamije, da »ostanejo na dobri strani« in tudi ugoditi dobrim kamijem. Poleg vsakodnevnega izvajanja štirih afirmacij šintoistični verniki nosijo tudi omamori (amulet), ki jim pomaga ostati čisti in zaščiteni. Mamori so čare, ki zlobnim kamijem preprečujejo, da bi človeka zadeli z boleznijo ali povzročili nesrečo, da bi ga doletela.
V šintoistični veri se kami častijo in spoštujejo. Cilj življenja šintoističnih vernikov je pridobiti magokoro, čisto iskreno srce, ki ga lahko podeli le kami. Posledično se privrženci šintoizma učijo, da bi moralo človeštvo častiti tako živo kot neživo, ker imata oba v sebi božanskega višjega duha: kami.

## Obredi in praznovanja
Eden prvih zapisanih obredov, ki jih poznamo, je Niiname-sai (新嘗祭), obred, pri katerem cesar ponudi kamijem novo pridelan riž, da zagotovi njihov blagoslov za obilno žetev. Letni festival Niiname-sai se izvaja tudi, ko na oblast pride nov cesar, v tem primeru se imenuje Daidžō-sai (大嘗祭). Na obredu cesar kamijem ponudi pridelke nove letine, vključno z rižem, ribami, sadjem, juho in enolončnico. Cesar se najprej gosti z božanstvi, nato z gosti. Praznik lahko trajal dalj časa; na primer, praznik cesarja Šōva je trajal dva dni.
Obiskovalci šintoističnega svetišča sledijo obredu čiščenja, preden se predstavijo kamiju. Ta obred se začne z umivanjem rok in požiranjem ter kasneje pljuvanjem majhne količine vode pred svetiščem za čiščenje telesa, srca in uma. Ko je to končano, se osredotočijo na pridobivanje kamijeve pozornosti. Tradicionalna metoda za to je, da se dvakrat priklonite, dvakrat zaploskate in se ponovno priklonite, s čimer kamije opozorite na svojo prisotnost in željo po komunikaciji z njimi. Med zadnjim priklonom prosilec kamiju izreče besede hvaležnosti in hvale; če molijo za pomoč, bodo navedli tudi svoje ime in naslov. Po molitvi in/ali bogoslužju ponovijo dva priklona, dve ploskanji in zadnji priklon na koncu.
Šintoisti častijo tudi doma. To storijo na kamidana (gospodinjsko svetišče), na katero je postavljena ofuda z imenom njihovega zaščitnika ali kamija prednikov. Njihov zaščitni kami je določen z njihovim odnosom ali odnosom njihovih prednikov do kamijev.
Asketski običaji, obredi in prireditve v svetiščih ter japonski festivali so najbolj javni načini, na katere privrženci šintoizma praznujejo in obožujejo kami. Kami se praznujejo med njihovimi posebnimi festivali, ki običajno potekajo v svetiščih, posvečenih njihovemu čaščenju. Mnogi festivali vključujejo vernike, ki so običajno vinjeni, paradirajo, včasih tečejo, proti svetišču, medtem ko nosijo mikoši (prenosno svetišče), medtem ko se skupnost zbere na festivalski slovesnosti. Jamamoto Gudži, visoki duhovnik v velikem svetišču Cubaki, pojasnjuje, da ta praksa izkazuje čast kamiju, ker »je na festivalu, mavuri, največje praznovanje življenja v svetu šintoizma in to so ljudje skupnosti, ki obiskujejo festivale kot skupine, kot cela vas, ki iščejo sprostitev človeškega potenciala kot otroci kamijev«. Med novoletnim praznikom družine očistijo svoje hiše v pripravah na prihajajoče leto. Daritve so namenjene tudi prednikom, da bodo blagoslovili družino v prihodnjem letu.
Šintoistični obredi so tako dolgi in zapleteni, da lahko v nekaterih svetiščih traja deset let, da se jih duhovniki naučijo. Duhovništvo je bilo tradicionalno dedno. Nekatera svetišča že več kot sto generacij črpajo duhovnike iz istih družin. Ni nenavadno, da so duhovniki duhovnice. Duhovnikom (kannuši) lahko pomagajo miko, mlade neporočene ženske, ki delujejo kot svetišča. Niti duhovniki niti duhovnice ne živijo kot asketi; pravzaprav je običajno, da so poročeni in tradicionalno se od njih ne pričakuje, da meditirajo. Namesto tega veljajo za specialiste v umetnosti ohranjanja povezave med kami in ljudmi.
Poleg teh festivalov se v svetiščih izvajajo tudi slovesnosti, ki označujejo obrede prehoda. Dva takšna obreda sta rojstvo otroka in Šiči-Go-San. Ko se otrok rodi, ga pripeljejo v svetišče, da ga lahko uvedejo kot novega vernika in kami lahko blagoslovi njega in njegovo prihodnje življenje. Šiči-Go-San (sedem-pet-tri) je obred prehoda za petletne dečke in tri- ali sedemletne deklice. Čas je, da se ti majhni otroci osebno zahvalijo za kamijevo zaščito in molijo za nadaljnje zdravje.
Verniki šintoizma izvajajo številne druge obrede prehoda, obstajajo pa tudi številni drugi prazniki. Glavni razlog za te obrede je, da lahko privrženci šintoizma pomirijo kamije, da bi dosegli magokoro. Slovesnosti in festivali so dolgi in zapleteni, ker morajo biti popolni, da zadovoljijo kami. Če kamiji niso zadovoljni s temi obredi, šintoističnemu verniku ne bodo podelili magokoro.

## Pomembni kamiji
- Amaterasu Ōmikami, boginja sonca in glavno božanstvo šintoizma
- Ebisu, eden od sedmih bogov sreče
- Fūdžin, bog vetra
- Hačiman, bog vojne
- Džunši Daimjodžin, bog provokacije
- Inari Ōkami, bog riža in poljedelstva
- Izanagi-no-Mikoto, prvi človek
- Izanami-no-Mikoto, prva ženska
- Kotoamacukami, primarna kami trojica
- Omoikane, božanstvo modrosti
- Raidžin, bog strele, groma in neviht
- Rjūdžin, japonski zmaj, bog morja in neviht
- Sarutahiko Ōkami, kami zemlje
- Susanoo-no-Mikoto, bog morja in neviht
- Tendžin, bog poezije
- Cukujomi, bog lune

## V popularni kulturi
Šintoizem je pogosto tema japonske popularne kulture, vključno s filmi, mangami, animeji in video igrami. Šintoistična vera je v središču japonske kulture in zgodovine in kot taka močno vpliva na izid pop kulture v sodobni Japonski.
Sam šintoizrm se v popularni kulturi pojavlja kot ljudski šinto ali minkan šinto. 